# Konstantin II. Skotský
Konstantin II. (před rokem 879 – 952) byl králem Alby, jak se v té době označovalo království na území Skotska. Jeho děda Kenneth I. byl prvním zaznamenaným králem svého rodu, jako král Piktů.
Jeho vláda, podobně jako období panování jeho předků, bylo poznamenáno střety s vikingy. V době, kdy vládl, panovníci jižních království Wessex a Mercie, později Anglického království ovládli sporné území Northumbrie. Konstantin se s nimi nejprve spojil v boji proti vikingům, ale později se s nimi dostal do konfliktu a v letech 927 a 934 byl nucen uznat Æthelstanovu nadvládu. Konstantin se později spojil s vikinským králem Dublinu a napadl Æthelstana, ale roku 937 v bitvě u Brunanburhu byl poražen.
Roku 943 abdikoval, jeho následníkem se stal syn jeho předchůdce Malcolm I., odešel do ústraní kláštera v St Andrews, kde také roku 952 zemřel. Délkou vlády ho ve Skotsku překonal pouze Vilém I.

## Mládí
Datum jeho narození není uvedeno, ale vzhledem k tomu, že jeho otec a král Aedh byl zabit roku 878, narodil se zřejmě dříve než rok před jeho smrti. Poté se v irských kronikách objevuje zmínka až o smrti Donalda II. Historici předpokládají, že v mezidobí vládl Giric a Konstantin se svým bratrancem našli útočiště v exilu na irském královském dvoře.
Giric zemřel roku 889 a Konstantin se zřejmě s Donaldem, který se stal králem, vrátil do země. Války s vikingy pokračovaly i v době Donaldovy vlády, ten byl roku 900 zabit v jedné bitvě s nimi a Konstantin se stal jeho nástupcem na trůnu.

## Vikingové a biskupové
Nejstarší událost zaznamenaná v Kronice králů Alby v období Konstantinovy vlády je vikinský útok, vypálení Dunkeldu a celé Albanie. Toto je první použití názvu Albania, latinského překladu irského označení Alba, pro území ovládané Kennethovými potomky. Jednalo se buď o vikingy vyhnané z Dublinu roku 902, nebo o ty, kteří porazili Donalda II. roku 900. Kronika uvádí, že seveřané byli roku 904 poraženi u Srath Erenn.
Dalším záznamem v Kronice králů Alby je údaj o tom, že se Konstantin setkal s biskupem Cellachem na hoře Hill of Belief nedaleko Scone a dohodli se, že zákony světské i církevní by měly být jednotné pro celé Skotsko (latinsky pariter cum Scottis). Výklad tohoto setkání není jednoznačný. Mohlo se jednat o setkání před královou inaugurací nebo o urovnání sporů mezi církevní a světskou mocí.
V období let 914 až 916 došlo ke zvýšení aktivity vikingů v Irském moři. Severní část Northumbrie v té době ovládal Ealdred, který požádal Konstantina o pomoc proti vikingům. Oba se svými vojsky vyrazili na jih, kde se v nerozhodné bitvě střetli s nepřítelem. Alfrédův syn Eduard ovládl Mercii a nedaleko Backewelu nechal postavit hrad, z něhož jeho vojsko mohlo lépe kontrolovat severní oblasti. Anglosaská kronika uvádí, že roku 920 nebo 921 došlo k setkání Eduarda s ostatními panovníky oblastí v Británii, mimo jiné i Konstantina, kteří ho uznali za svého pána. Poprvé byl v kronice použit termín scottas, od něhož bylo později odvozeno pojmenování obyvatel Skotska.

## Æthelstan
Poté, co Æthelstan nastoupil na anglický trůn, obsadil větší část Northumbrie a Anglické království se stalo nejsilnějším královstvím v Británii. Kronika Chronicon ex chronicis Johna z Worcesteru uvádí, že se Æthelstan setkal s odporem ze strany Konstantina, krále Strathclydu i velšských králů. Jednání u Eamont Bridge roku 927 skončilo dohodou s Æthelstanem, že uvedení panovníci se nespojí s vikingy proti Æthelstanovi.
Důvody, proč roku 934 vyrazil Æthelstan se svou armádou na sever, kroniky neuvádí. V květnu shromáždil armádu ve Winchesteru a v červnu dorazil k Nottinghamu. Owain, král Strathclydu, byl poražen u Symeonu. Poté zřejmě došlo k jednání mezi Konstantinem a Æthelstanem. Konstantinův syn se stal Æthelstanovým rukojmím a on sám doprovodil Æthelstanovo vojsko při návratu na jih.
Roku 937 vpadl Konstantin spolu se strathclydským králem Owainem a dublinským králem Olafem do Anglie. Vojska se střetla v bitvě u Brunanburhu, která skončila vítězstvím anglické armády. Konstantin, v té době už šedesátiletý, v ní ztratil syna. I když se jednalo o velkou bitvu, zřejmě nevyřešila situaci v Británii. Dva roky poté Æthelstan zemřel a rok po jeho smrti Olaf obsadil Northumbrii a oblast Danelaw v Mercii.

## Pozdní období
V polovině 10. století byl už Konstantin starý muž. V království Alba ještě nebyla vytvořena tradice předávání moci, ale bylo zřejmě upřednostňováno předání moci nejstaršímu synovi. V té době byl jeho jediný žijící syn Indulf ještě příliš mladý, aby se stal králem. Konstantinovým následníkem se tak stal jeho synovec Malcolm.
Kroniky uvádí, že k předání moci byl Konstantin donucen, roku 943 abdikoval a vstoupil do kláštera. Zemřel roku 952. Jeho syn Indulf se stal králem po Malcolmově smrti.